# Plan urządzenia lasu
Plan urządzenia lasu – szczegółowy leśny plan gospodarczy, podstawowy dokument gospodarki leśnej opracowywany dla lasów stanowiących własność Skarbu Państwa, głównie nadleśnictw. Obejmuje szczegółowy opis oraz ocenę aktualnego stanu lasu, a także precyzyjnie określa cele, zadania i strategie prowadzenia gospodarki leśnej.

## Charakterystyka
Zgodnie z Ustawą o Lasach tworzony jest co 10 lat według stanu na dzień 1 stycznia pierwszego roku obowiązywania (przez Biura Urządzania Lasu, bądź inne firmy posiadające uprawnienia), w oparciu o Instrukcję Urządzania Lasu. W wyjątkowych przypadkach, uzasadnionych stanem lasów (występowaniem szkód lub klęsk żywiołowych), plan urządzenia lasu może być opracowany na okresy krótsze niż 10 lat. Plan ten staje się podstawą do prowadzenia jakichkolwiek zabiegów gospodarczych po zatwierdzeniu przez ministra właściwego do spraw środowiska.
Składowe planu urządzenia lasu (PUL):
- dane inwentaryzacji lasu (część inwentaryzacyjna), w tym:
  - dokumentacja prac siedliskowych,
  - opis taksacyjny lasu,
  - mapy obrazujące wyniki inwentaryzacji lasu:
    - mapa gospodarcza,
    - mapy przeglądowe:
      - drzewostanów,
      - siedlisk,
      - funkcji lasu,
      - mapa sytuacyjna,

  - zestawienia zbiorcze danych inwentaryzacyjnych (raporty w formie tabeli i wykazów),
  - pierwsza część ogólnego opisu urządzanego nadleśnictwa, zawierająca ogólną charakterystykę lasów oraz zestawienia zbiorcze danych inwentaryzacyjnych,
- analiza gospodarki leśnej w minionym okresie, w tym:
  - referat nadleśniczego (kierującego nadleśnictwem),
  - koreferat wykonawcy projektu planu urządzenia lasu (najczęściej regionalne Biuro Urządzania Lasu),
  - koreferat Inspekcji Lasów Państwowych,
  - końcową ocenę dokonaną przez dyrektora regionalnej dyrekcji Lasów Państwowych.
- program ochrony przyrody, w tym:
  - kompleksowy opis stanu przyrody w nadleśnictwie, z uwzględnieniem lasów innych form własności w zasięgu terytorialnym nadleśnictwa,
  - podstawowe zadania z zakresu ochrony przyrody i sposoby realizacji tych zadań,
  - mapę walorów przyrodniczo-kulturowych.
- część planistyczna, w tym:
  - podstawy gospodarki przyszłego okresu, zawarte w części planistycznej ogólnego opisu nadleśnictwa, w tym cele i zasady trwale zrównoważonej gospodarki leśnej w lasach wielofunkcyjnych, oraz przewidywane sposoby ich realizacji,
  - wskazania gospodarcze zawarte w opisie taksacyjnym lasu,
  - określenie etatów cięć użytkowania głównego,
  - wykaz projektowanych cięć rębnych wraz z mapą przeglądową cięć,
  - zestawienie i opisanie zadań z zakresu użytkowania głównego (rębnego i przedrębnego),
  - zestawienie i opisanie zadań z zakresu hodowli lasu, w tym zalesień gruntów przeznaczonych do zalesienia (określonych w ustawie o lasach), odnowienia lasu oraz pielęgnowania upraw i młodników,
  - określenie kierunkowych zadań z zakresu ochrony lasu, w tym ochrony przeciwpożarowej, z przedstawieniem tych zadań na mapach przeglądowych,
  - określenie kierunkowych zadań z zakresu gospodarki łowieckiej, z przedstawieniem tych zadań na mapie przeglądowej,
  - określenie potrzeb w zakresie infrastruktury technicznej, w tym dotyczących turystyki i rekreacji.